# Afroinsectiphilia
Afroinsectiphilia é um clado proposto com base em análises moleculares. Sua existência é hipotética, e não há um estudo morfológico que comprove sua existência. A grande maioria dos membros deste clado, foi uma vez reunido na ordem Insectivora, que posteriormente foi considerada polifilética e desmembrada.

## Classificação
- Infraclasse Eutheria
  - Superordem Afrotheria
    - Clado Afroinsectiphilia
      - Ordem Afrosoricida
      - Ordem Macroscelidea
      - Ordem Tubulidentata